# Győry Ilona
Ginever Artúrné Győry Ilona (Orosháza, 1868. december 13. – London, 1926. július 27.) tanítónő, író, műfordító.

## Élete
Győry Vilmos evangélikus lelkész-író és Székács Etelka leánya. Tanult Orosházán; azután Budapesten az evangélikus iskola két osztályát, majd az állami felsőbb leányiskola hat osztályát és végül az Andrássy-úti polgári és felsőbb leányiskolára képesítő tanfolyamot 1888. június 20-án végezte. 1893 szeptemberétől tanítónő volt a budapesti I. kerületi leányiskolában.
Költeményei: a gödöllői honvéd-szobor bizottság Kegyelet cz. albumában (Longfellow után sat.), Pesti Hirlapban (1890., 1892-93. költ. Lord Byron, Hugo V., Longfellow után sat.), az Ország-Világban (1894. Moore Tamás), prózai dolgozatok a Magyar Ujsághan (1893), a Szegedi Hiradóban (1893), az Egyetemi Lapokban (1893); a P. Hirlapban (1892. Részletek, Jerom K. után, 1893. Cressy, californiai regény Bret Harte után, 1894. Lady Baby, regény. Gerard D. után).

## Munkái
- A karácsonest és öt más elbeszélés. Schmidt K. után ford. Bp., 1887.
- Husvéti tojások és öt más elbeszélés, Schmidt K. után ford. Bp., 1887.
- Regék a görög és római őskorból. Grimm A. L. után átdolgozta Győry Vilmos és Győry Ilona. Bp., 1888. (2. jav. kiadás. 12 eredeti rajzzal ellátta Angyalffy Erzsike.)
- Az 1001 éj regéi, Benndorf P. után ford. Bp., 1888.
- Tannenburgi Róza és négy más elbeszélés. Bp., 1889.
- Stanley és a hősiesen megszabadított Emin pasa. Scott E. P. után angolból ford. Bp., 1890. (Több képpel és egy térképpel.)
- Andersen meséi. Szabadon átdolg. Andt Pál; a Reclam-féle kiadás után ford. Bp., 1890. (Öt színny. képpel.)
- Gyermekek öröme. Beutner Renata után ford. Bp., 1890. (Négy színnyom. képpel.)
- Tizenkét elbeszélés. Schanz Frida után ford. Bp., 1890.
- Jó leánykáknak, Schanz Paulina után ford. Bp., 1890.
- Virágok az útfélen. Öt elbeszélés fiatal leányok számára. Írta Ludwig Julia. Átdolgozta Győry Ilona. Bp., 1891.
- Messze nyugaton. Elbeszélések Észak- és Délamerikából. Pajeken Frigyes után ford. Bp., 1891.
- Beszélyek távoli világrészekből. Campe és Cooper után ford. Bp., 1891.
- Vizen és szárazon. Négy elbeszélés a fiatalság számára. Írta Christian W., ford. Bp., 1892.
- Egyszer volt, hol nem volt. Mesekönyv. Bechstein L. után átdolgozta. Bp., 1892.
- Crusoe Robinson. Burnside M. H. után ford. Bp., 1892.
- Columbus Kristóf. Burnside M. H. után. Bp., 1892.
- A bolygó hollandi. Bp., 1892.
- Utazás a föld körül 80 nap alatt. Verne Gyula után átdolg. Christian W., ford. Bp., 1892.
- Péter a hírvivő. Elbeszélés az észak-amerikai szabadságharczból. Gundmann után ford. Bp., 1892.
- Ötven mese gyermekek számára Hey Vilmos után. Bp., 1892. (Nyolc színny. képpel Klimich tanár vízfestményei után és 60 ábrával.)
- Az amerikai örökös. Regény. Twain Mark után ford. Bp., 1893.
- Százötven rövid elbeszélés. Schmidt K. és mások után ford. Bp., 1893.
- A rokkant hagyatéka. Amerikai elbeszélés. Pajeken Fr. után ford. Bp., 1894
- Kain. Dráma 3 felv. Lord Byron után. Bp., 1895. (A Kisfaludy-társaság kiadása.)
- Hiuság vására. Írta Thackeray. Fordította Gineverné Győry Ilona. Bp., 1905.
- Angolok. (Az "Élet" kiadása. Bp., 1914.)